# Pauli Ellefsen
Joen Pauli Højgaard Ellefsen (20. april 1936 i Miðvágur - 24. august 2012) var en færøsk revisor og politiker (SB). Han blev valgt ind til Lagtinget fra Suðurstreymoy 1974–1990, formand i Sambandsflokkurin 1974–1991, Folketingsmedlem 1977-87 og 1988-90 og Lagmand (løgmaður) 1981–1985.

## Familiebaggrund og erhvervskarriere
Pauli Ellefsen blev født i Miðvágur på øen Vágar i 1936 som søn af Joen Elias Ellefsen fra Miðvágur og Sofía Højgaard fra Rituvík. Han var bror til skibsreder Svend Aage Ellefsen, svoger til historikeren Jóannes Dalsgaard og grandnevø af Sámal Ellefsen, der alle har været politikere. Pauli Ellefsen var gift med Henni Egholm Rasmussen og bosat i Hoyvík.
I sine tidlige år var han til søs som fisker 1954–1956 og skibsmekaniker 1957–1960. Han bosatte sig i København i nogle år, hvor han fra 1960 arbeidede som revisor i revisionsfirmaet C. Jespersen, samtidig som han studerede til diplomuddannelse (HD) i revision ved Handelshøjskolen i København. I 1969 blev han også statsautoriseret revisor. I starten af 1970'erne flyttede han tilbage til Færøerne, hvor han en periode drev revisionsfirmaet Sundstein & Ellefsen sammen med Jógvan Sundstein, som senere blev lagmand for Fólkaflokkurin. Ellefsen var senere revisor i KPMG, SPEKT og i egen virksomhed.

## Hæder
Pauli Ellefsen var ridder af 1. klasse af Dannebrogordenen fra 7. maj 1984

## Ekstern henvisning
- Foto